# Jonathan Marray
Jonathan Marray (Liverpool, Engleska, UK, 10. ožujka 1981.) je britanski tenisač. Tenisom se počeo profesionalno baviti 2000. godine te uglavnom nastupa na challengerima te igrama parova.
Prvi ATP naslov tenisač je osvojio 7. srpnja 2012. kada je zajedno s Dancem Frederikom Nielsenom postao prvak Wimbledona u igri parova. Zanimljivo je da su njih dvojica prije tog Grand Slama zajedno igrali na svega tri turnira te su se plasirali na Wimbledon preko "divlje pozivnice" čime su postali prvi osvajači londonskog turnira u paru na takav način (poput Gorana Ivaniševića 2001. godine u singlu). Također, tenisači su na putu do naslova, u polufinalu pobijedili braću Boba i Mikea Bryana, jedne od najboljih tenisača u konkurenciji parova u posljednjih nekoliko godina.
Nakon što je 2014. u paru s Australcem Paulom Hanleyjem izgubio u finalu turnira u Marseillesu, Marray je i sljedeće godine stigao do finala ovog turnira te je ondje zajedno sa sunarodnjakom Colinom Flemingom izgubio od hrvatsko-finske kombinacije Marin Draganja i Henri Kontinen.

## ATP finala i Grand Slamovi

### Parovi (3:4)
| Ishod   | Datum              | Turnir                     | Podloga         | Partner              | Protivnici                              | Rezultat                          |
| ------- | ------------------ | -------------------------- | --------------- | -------------------- | --------------------------------------- | --------------------------------- |
| Pobjeda | 7. srpnja 2012.    | Wimbledon, UK              | trava           | Frederik Nielsen     | Robert Lindstedt Horia Tecău            | 4:6, 6:4, 7:6(7:5), 6:7(5:7), 6:3 |
| Poraz   | 21. lipnja 2013.   | Eastbourne, UK             | trava           | Colin Fleming        | Alexander Peya Bruno Soares             | 6:3, 3:6, 8:10                    |
| Poraz   | 29. srpnja 2013.   | Atlanta, SAD               | beton           | Colin Fleming        | Édouard Roger-Vasselin Igor Sijsling    | 6:7(6:8), 3:6                     |
| Poraz   | 23. veljače 2014.  | Marseille, Francuska       | beton (dvorana) | Paul Hanley          | Julien Benneteau Édouard Roger-Vasselin | 6:4, 6:7(6:8), (11:13)            |
| Pobjeda | 11. siječnja 2015. | Chennai, Indija            | beton           | Lu Yen-hsun          | Raven Klaasen Leander Paes              | 6:3, 7:6(7:4)                     |
| Poraz   | 22. veljače 2015.  | Marseille, Francuska       | beton (dvorana) | Colin Fleming        | Marin Draganja Henri Kontinen           | 4:6, 6:3, [8–10]                  |
| Pobjeda | 19. srpnja 2015.   | Newport, Rhode Island, SAD | trava           | Aisam-ul-Haq Qureshi | Nicholas Monroe Mate Pavić              | 4:6, 6:3, [10–8]                  |

## Vanjske poveznice
- Profil tenisača na ATP World Tour.com
- Kretanje ranga tenisača kroz karijeru